# Stefanos Skuludis
Stefanos Skuludis (gr. Στέφανος Σκουλούδης; ur. 23 listopada 1838 w Konstantynopolu, zm. 19 sierpnia 1928 w Atenach) – grecki bankier, dyplomata i polityk.

## Życiorys
Był synem kupca Joannisa Skuludisa i Zenu. W 1856 rozpoczął studia medyczne na uniwersytecie ateńskim, ale studia przerwał i zajął się handlem. Od 1859 pracował w domu handlowym Ralli, by cztery lata później awansować na stanowisko dyrektora sieci sklepów tej firmy, działających w Imperium Osmańskim. W 1871 założył bank w Konstantynopolu. Mając spory majątek w 1876 zdecydował się osiedlić w Atenach. Po wybuchu wojny rosyjsko-tureckiej w 1877 został wysłany przez rząd Trikupisa do podjęcia negocjacji z ludnością albańską. W 1878 uczestniczył w negocjacjach na traktatem berlińskim, dotyczących przekazania Grecji Tesalii i części Epiru. Od 1883 pracował w Narodowym Banku Grecji.
W 1881 został po raz pierwszy wybrany deputowanym do parlamentu. W latach 1882-1884 zajmował stanowisko chargé d’affaires w ambasadzie Grecji w Madrycie. Związany z ugrupowaniem Trikupisa w 1892 objął kierownictwo resortu floty. W 1897 stanął na czele resortu spraw zagranicznych i musiał prowadzić trudne negocjacje z Turcją po przegranej wojnie. Po przejęciu władzy przez Elefteriosa Wenizelosa, Skuludis został zaproszony w 1912 do udziału w negocjacjach nad traktatem londyńskim.
W październiku 1915, w czasie kryzysu politycznego król Konstantyn I powierzył Skuludisowi misję tworzenia rządu. Skuludis podjął decyzję o przekazaniu w ręce niemieckie fortu Rupel na rzece Strumie, co przedstawiciele Ententy uznali za zdradę. Pod ich naciskiem w 1916 Skuludis został zmuszony do dymisji. Oskarżony o zdradę stanu został tymczasowo aresztowany, ale wkrótce zarzuty oddalono. 
Mieszkał w luksusowej rezydencji przy Placu Syntagma w Atenach. Prowadził działalność filantropijną, był także kolekcjonerem dzieł sztuki, które na mocy testamentu przekazał Galerii Narodowej w Atenach. Rodziny nie założył.